# Bunus
Bunus település Franciaországban, Pyrénées-Atlantiques megyében. Lakosainak száma 134 fő (2022. január 1.). Bunus Ibarrolle, Juxue, Larceveau-Arros-Cibits és Saint-Just-Ibarre községekkel határos.

## Népesség
A település népességének változása:
| Lakosok száma | 153  | 134  | 131  | 127  | 129  | 131  | 133  | 132  | 134  |
|               | 2013 | 2015 | 2016 | 2017 | 2018 | 2019 | 2020 | 2021 | 2022 |